# وایولت (لوئیزیانا)
وایولت (به انگلیسی: Violet) شهری در ایالت لوئیزیانا کشور ایالات متحده آمریکا است که جمعیت آن در سرشماری سال ۲۰۱۰ میلادی، ۴٬۹۷۳ نفر بوده‌است.